# Imigração portuguesa na Austrália
Luso-australiano ou português australiano é um australiano que possui ascendência portuguesa ou um português que reside na Austrália.
Atualmente existem 55 339 portugueses a viver na Austrália, dos quais a maioria vive em Sydney. Mas há, também, presença em outras cidades, tais como Melbourne, Wollongong, Newcastle e Perth.
Algumas evidências históricas sugerem que os exploradores portugueses foram os primeiros europeus a visitar a Austrália, 250 anos antes da chegada do explorador inglês James Cook.

## História
Os pioneiros da imigração portuguesa na Austrália foram os madeirenses que  estabeleceram na década de 1950 uma pequena comunidade piscatória na cidade de Fremantle, na Austrália Ocidental. A partir daí, o número de portugueses a emigrar para o território foi sempre crescente até 1990, embora esse número tenha sido sempre bastante reduzido, comparando com outras comunidades europeias no território, como a grega e a italiana. Também é de se estranhar que, tendo como país vizinho ao norte Timor-Leste (de colonização lusitana), haveria mais portugueses na "Commonwealth" australiana.
Segundo o Instituto Australiano de Estatística, em 1996 viviam na Austrália 17  mil pessoas nascidas em Portugal e cerca de 9 mil descendentes de portugueses, que se somados representam 0,15% da população australiana.
A comunidade portuguesa radicada na Austrália tem vindo a influenciar a gastronomia australiana, com a inserção de pratos típicos portugueses, tais como frango piri-piri português, «portuguese custard tart» (pastel de nata), entre outros. Além de que os restaurantes portugueses tem vindo a multiplicar-se por todo o território.
Apesar da maioria dos emigrantes portugueses (61%) não possuir quaisquer qualificações académicas, apresenta um baixo número de desemprego, 7% abaixo da média de desempregados na Austrália. E, esta mão-de-obra não qualificada, é razoavelmente bem paga, fazendo com que a grande maioria dos portugueses consiga manter um nível de vida igual ou, por vezes, superior à média australiana. Contudo há também profissionais portugueses altamente qualificados, porém a sua visibilidade é bem discreta.